# Scarites
Scarites is een geslacht van kevers uit de familie van de loopkevers (Carabidae). De wetenschappelijke naam van het geslacht is voor het eerst geldig gepubliceerd in 1775 door Fabricius.

## Soorten
Het geslacht Scarites omvat de volgende soorten:
- Scarites abbreviatus Dejean, 1825
- Scarites aberrans Banninger, 1941
- Scarites acutidens Chaudoir, 1855
- Scarites aestuans Klug, 1853
- Scarites afghanus Jedlicka, 1967
- Scarites angulifrons Chaudoir, 1880
- Scarites angustesulcatus Baehr, 2002
- Scarites angustus (Chaudoir, 1855)
- Scarites anomalus Andrewes, 1930
- Scarites anthracinus Dejean, 1831
- Scarites aterrimus A. Morawitz, 1863
- Scarites atronitens Fairmaire, 1887
- Scarites baenningeri Emden, 1932
- Scarites barbarus Dejean, 1825
- Scarites basiplicatus Heyden, 1884
- Scarites batesi Andrewes, 1929
- Scarites beesoni (Andrewes, 1929)
- Scarites bengalensis Dejean, 1826
- Scarites biangulatus Fairmaire, 1898
- Scarites birmanicus (Bates, 1892)
- Scarites bokalensis Banninger, 1932
- Scarites bonariensis (Chaudoir, 1880)
- Scarites bottegoi Banninger, 1937
- Scarites boucardi Chaudoir, 1880
- Scarites bruchi Banninger, 1932
- Scarites bucida Pallas, 1776
- Scarites buparius Forster, 1771
- Scarites carinatus Dejean, 1825
- Scarites cayennensis Dejean, 1825
- Scarites ceylonicus Chaudoir, 1880
- Scarites colossus Csiki, 1927
- Scarites comoricus Alluaud, 1932
- Scarites convexipennis Fairmaire, 1868
- Scarites convexiusculus (Chaudoir, 1880)
- Scarites corbetti Andrewes, 1929
- Scarites cormoides Andrewes, 1929
- Scarites corvinus Dejean, 1831
- Scarites costipennis Peringuey, 1896
- Scarites crassus Andrewes, 1929
- Scarites cubanus (Banninger, 1937)
- Scarites cultripalpis Quedenfeldt, 1883
- Scarites cycloderus Chaudoir, 1880
- Scarites cyclops Crotch, 1871
- Scarites cylindriformis Banninger, 1933
- Scarites cylindronotus Faldermann, 1836
- Scarites defletus Banninger, 1933
- Scarites denticulatus Chaudoir, 1880
- Scarites deplanatus (Banninger, 1937)
- Scarites derogatus Andrewes, 1929
- Scarites discoidalis Banninger, 1938
- Scarites distinguendus Chaudoir, 1855
- Scarites doguereaui Gory, 1833
- Scarites dubiosus Andrewes, 1929
- Scarites dubius Banninger, 1941
- Scarites dyschromus Chaudoir, 1855
- Scarites ecuadorensis Banninger, 1941
- Scarites edentatus Banninger, 1932
- Scarites emarginatus Herbst, 1806
- Scarites epaphius Chaudoir, 1880
- Scarites estriatus Fairmaire, 1887
- Scarites exaratus Dejean, 1825
- Scarites excavatus Kirby, 1818
- Scarites fairmairei Banninger, 1933
- Scarites fatuus Karsch, 1881
- Scarites feanus Banninger, 1937
- Scarites ferus Banninger, 1933
- Scarites fletcheri Andrewes, 1929
- Scarites furcatus Banninger, 1941
- Scarites granulatus Andrewes, 1929
- Scarites gratus (Chaudoir, 1855)
- Scarites guerini (Chaudoir, 1855)
- Scarites guineensis Dejean, 1831
- Scarites heterogrammus Perty, 1830
- Scarites holcocranius (Chaudoir, 1880)
- Scarites hypsipus Alluaud, 1917
- Scarites illustris Chaudoir, 1880
- Scarites impressus Fabricius, 1801
- Scarites inaequalis Fairmaire, 1893
- Scarites inconspicuus Chaudoir, 1855
- Scarites indus Olivier, 1795
- Scarites interpositus (Banninger, 1933)
- Scarites kabakovi Dostal, 1997
- Scarites klapperichi Banninger, 1956
- Scarites laevigatus Fabricius, 1792
- Scarites lebasii (Chaudoir, 1855)
- Scarites limitaneus Andrewes, 1932
- Scarites linearis Boheman, 1848
- Scarites liopterus Chaudoir, 1880
- Scarites liostracus Alluaud, 1930
- Scarites lissopterus Chaudoir, 1880
- Scarites lomaensis Basilewsky, 1972
- Scarites longiusculus Chaudoir, 1880
- Scarites lubricipennis Minowa, 1932
- Scarites lucidus (Chaudoir, 1880)
- Scarites lunicollis Banninger, 1933
- Scarites madagascariensis Dejean, 1831
- Scarites malangensis Quedenfeldt, 1883
- Scarites mandarinus Banninger, 1928
- Scarites mandibularis Andrewes, 1929
- Scarites mandli Jedlicka, 1963
- Scarites marinus Nichols, 1986
- Scarites mayumbensis Banninger, 1933
- Scarites melanarius Dejean, 1831
- Scarites meridionalis Banninger, 1941
- Scarites migiurtinus G.Muller, 1944
- Scarites minowai Habu, 1947
- Scarites modestus (Chaudoir, 1880)
- Scarites multisetosus Banninger, 1941
- Scarites natalensis Boheman, 1848
- Scarites nigrita Boheman, 1848
- Scarites nitens Andrewes, 1929
- Scarites nitidiceps Baehr, 2002
- Scarites nitidulus Klug, 1862
- Scarites oberthueri Banninger, 1938
- Scarites obliteratus Banninger, 1941
- Scarites ocalensis Nichols, 1986
- Scarites orthomus Chaudoir, 1855
- Scarites paraguayensis Banninger, 1928
- Scarites parallelus Dejean, 1825
- Scarites passaloides Quedenfeldt, 1883
- Scarites patroclus Murray, 1857
- Scarites patruelis Leconte, 1845
- Scarites perplexus Dejean, 1825
- Scarites pinguis Andrewes, 1929
- Scarites planatus Dejean, 1831
- Scarites planiusculus (Chaudoir, 1855)
- Scarites politus Bonelli, 1813
- Scarites polyphemus Herbst, 1806
- Scarites praedator Chaudoir, 1880
- Scarites procerus Dejean, 1825
- Scarites productus Banninger, 1933
- Scarites pronotalis Banninger, 1941
- Scarites punctum Wiedemann, 1823
- Scarites quadratus Fabricius, 1801
- Scarites quadriceps Chaudoir, 1843
- Scarites quadricostis Chaudoir, 1880
- Scarites quadripunctatus Dejean, 1825
- Scarites raptor Andrewes, 1932
- Scarites reductus Banninger, 1933
- Scarites reichei (Chaudoir, 1880)
- Scarites retusus Andrewes, 1929
- Scarites richteri Chaudoir, 1847
- Scarites rugatus (Chaudoir, 1880)
- Scarites rugiceps Wiedemann, 1823
- Scarites rugicollis Dejean, 1825
- Scarites rugosus Wiedemann, 1821
- Scarites salinus Dejean, 1825
- Scarites saxicola Bonelli, 1813
- Scarites scaevus Andrewes, 1929
- Scarites schubarti Banninger, 1939
- Scarites selene Schmidt-Gobel, 1846
- Scarites semicircularis W.S. MacLeay, 1825
- Scarites senegalensis Dejean, 1825
- Scarites seriepunctatus (Banninger, 1933)
- Scarites setosus Banninger, 1941
- Scarites sexualis Banninger, 1938
- Scarites silvestris Castelnau, 1835
- Scarites similis Chaudoir, 1880
- Scarites simogonus Chaudoir, 1880
- Scarites spectabilis (Chaudoir, 1880)
- Scarites stenodes Andrewes, 1929
- Scarites stenops Bousquet & Skelley, 2010
- Scarites striatus Dejean, 1825
- Scarites strigifrons Baehr, 2002
- Scarites stygicus (Chaudoir, 1880)
- Scarites subcostatus (Chaudoir, 1880)
- Scarites subcylindricus Chaudoir, 1843
- Scarites subnitens Chaudoir, 1855
- Scarites subpatroclus Basilewsky, 1972
- Scarites subrugatus Chaudoir, 1880
- Scarites subsulcatus Dejean, 1831
- Scarites subterraneus Fabricius, 1775
- Scarites sulcatus Olivier, 1795
- Scarites sulciceps (Chaudoir, 1855)
- Scarites sulcifrons (Chaudoir, 1855)
- Scarites tauropus Andrewes, 1929
- Scarites tenebricosus Dejean, 1831
- Scarites terricola Bonelli, 1813
- Scarites texanus Chaudoir, 1880
- Scarites thiemei (Banninger, 1933)
- Scarites timorensis Banninger, 1949
- Scarites trachydermon Andrewes, 1936
- Scarites turkestanicus Heyden, 1884
- Scarites unicus Minowa, 1932
- Scarites urbanus Minowa, 1932
- Scarites vilcanotanus (Banninger, 1932)
- Scarites vilhenai (Basilewsky, 1955)
- Scarites wittei (Banninger, 1933)
- Scarites zambo Steinheil, 1875
- Scarites zikani Banninger, 1941